# Wiechowo
Wiechowo – wieś w Polsce położona w województwie zachodniopomorskim, w powiecie stargardzkim, w gminie Marianowo, położona 3 km na południowy wschód od Marianowa (siedziby gminy) i 17 km na północny wschód od Stargardu (siedziby powiatu).
W latach 1975–1998 miejscowość administracyjnie należała do województwa szczecińskiego.
Wieś leży pomiędzy dwoma jeziorami: Marianowskim na zachodzie i Wiechowskim na wschodzie. 